# Mayville (Town, Clark County)
Die Town of Mayville ist eine von 33 Towns im Clark County im US-amerikanischen Bundesstaat Wisconsin. Im Jahr 2010 hatte die Town of Mayville 961 Einwohner.
Town hat in Wisconsin eine grundlegend andere Bedeutung, als im übrigen englischsprachigen Bereich. Vielmehr entspricht sie den in den anderen US-Bundesstaaten üblichen Townships, die nach dem County die nächstkleinere Verwaltungseinheit bilden.

## Geografie
Die Town of Mayville liegt im nordwestlichen Zentrum Wisconsins. Die vom Mississippi gebildete Grenze zu Minnesota befindet sich rund 170 km westlich.
Die Koordinaten der geografischen Mitte der Town of Mayville sind 44°59′21″ nördlicher Breite und 90°22′35″ westlicher Länge. Sie erstreckt sich über eine Fläche von 84,1 km².
Die Town of Mayville liegt im äußersten Nordosten des Clark County und grenzt an folgende Nachbartowns und selbstständige Kommunen:
| Town of Holway (Taylor County) | Town of Little Black (Taylor County)        | Town of Deer Creek (Taylor County)                     |
| Town of Hoard                  | Kompassrose, die auf Nachbargemeinden zeigt | Villaqe of Dorchester Town of Holton (Marathon County) |
| Village of Curtiss             | Town of Colby                               | City of Abbotsford                                     |

## Verkehr
Der vierspurig ausgebaute Wisconsin State Highway 29 bildet die südliche Grenze der Town of Mayville. Im Osten wird die Town vom Wisconsin State Highway 13 begrenzt. Daneben verläuft noch der County Highway A durch die Town. Alle weiteren Straßen sind untergeordnete Landstraßen oder teils unbefestigte Fahrwege.
Für den Frachtverkehr führt in Nord-Süd-Richtung eine Eisenbahnstrecke der zur Canadian National Railway gehörenden Wisconsin Central durch den Osten der Town of Mayville.
Die nächsten Flughäfen sind der Central Wisconsin Airport in Wausau (rund 70 km ostsüdöstlich) und der Chippewa Valley Regional Airport in Eau Claire (rund 95 km westlich).

## Bevölkerung
Nach der Volkszählung im Jahr 2010 lebten in der Town of Mayville 961 Menschen in 328 Haushalten. Die Bevölkerungsdichte betrug 11,4 Einwohner pro Quadratkilometer. In den 328 Haushalten lebten statistisch je 2,93 Personen.
Ethnisch betrachtet setzte sich die Bevölkerung zusammen aus 95,5 Prozent Weißen, 0,4 Prozent Afroamerikanern, 0,3 Prozent amerikanischen Ureinwohnern, 0,2 Prozent Asiaten sowie 2,9 Prozent aus anderen ethnischen Gruppen; 0,6 Prozent stammten von zwei oder mehr Ethnien ab. Unabhängig von der ethnischen Zugehörigkeit waren 6,7 Prozent der Bevölkerung spanischer oder lateinamerikanischer Abstammung.
31,1 Prozent der Bevölkerung waren unter 18 Jahre alt, 58,1 Prozent waren zwischen 18 und 64 und 10,8 Prozent waren 65 Jahre oder älter. 47,7 Prozent der Bevölkerung war weiblich.
Das mittlere jährliche Einkommen eines Haushalts lag bei 50.469 USD. Das Pro-Kopf-Einkommen betrug 20.760 USD. 11,3 Prozent der Einwohner lebten unterhalb der Armutsgrenze.

## Ortschaften in der Town of Mayville
Auf dem Gebiet der Town of Mayville befindet sich neben Streubesiedlung keine weitere Siedlung.